# Notchietown, Oklahoma
Notchietown, Oklahoma (енгл. Notchietown) насељено је место без административног статуса у америчкој савезној држави Оклахома.

## Демографија
По попису из 2010. године број становника је 373, што је 57 (-13,3%) становника мање него 2000. године.
| Група             | 2000.       | 2010.       |
| Белци             | 304 (70,7%) | 208 (55,8%) |
| Афроамериканци    | 3 (0,7%)    | 0 (0,0%)    |
| Азијати           | 0 (0,0%)    | 0 (0,0%)    |
| Хиспаноамериканци | 5 (1,2%)    | 7 (1,9%)    |
| Укупно            | 430         | 373         |